# ثارون (المكلا)

تعديل مصدري - تعديل

ثارون هي إحدى قرى عزلة المكلا بمديرية المكلا التابعة لمحافظة حضرموت، بلغ تعداد سكانها 150 نسمة حسب تعداد اليمن لعام 2004.